# Edgarda Ferri
Edgarda Ferri (Mantova, 24 gennaio 1934) è una giornalista, scrittrice e biografa italiana.

## Biografia
Edgarda Ferri, mantovana, vive  e lavora a Milano. 
Laureata in Giurisprudenza e appassionata di storia, è giornalista professionista dal settembre 1965. Nel 1963 ha esordito col romanzo Ci diedero dodici ore, vincitore del premio letterario "La Parrucca". Diciassette anni dopo ha scritto Dov'era il padre, una serie di incontri con padri di noti e pericolosi terroristi  (Rizzoli 1982, tre edizioni). Nel 1988 si è aggiudicata il Premio "Walter Tobagi" e la medaglia d'oro del Premio letterario "Maria Cristina" per il libro Il perdono e la memoria (Rizzoli). Negli anni Novanta ha iniziato la pubblicazione di una copiosa serie di biografie: di donne famose quali Maria Teresa d'Austria, Giovanna la Pazza, Caterina da Siena, Letizia Bonaparte, Matilde di Canossa, Eloisa, Flavia Giulia Elena; di artisti come Piero della Francesca; di condottieri e architetti come Vespasiano Gonzaga. Tornata ad occuparsi di storia contemporanea, ha raccolto le testimonianze degli ultimi dieci giorni di guerra a Milano, ne L'alba che aspettavamo (Mondadori), e la vicenda sconosciuta di Orlando Orlandi Posti, uno studente romano ucciso alle Fosse Ardeatine, Uno dei tanti (Mondadori), ridotta in forma di dialogo e interpretata al Teatro Piccolo Eliseo di Roma da Fabrizio Gifuni e Piera Degli Esposti per la regia di Piero Maccarinelli. Ha pubblicato con la Casa Editrice Tre Lune Klimt, le donne, l'arte, gli amori. Nel settembre 2013 ha pubblicato Il cuoco e i suoi re (Skira) e nel settembre 2014 Guanti bianchi (Skira).
Ha lavorato al Corriere d'Informazione; in seguito, ha scritto per lungo tempo sul Corriere della Sera e sul settimanale Gente. Collabora al quotidiano La Repubblica.

## Opere
- Ci diedero dodici ore, Collana I quaderni, Milano, La Parrucca, 1963.
- Dov'era il padre. Dopo le sconvolgenti storie dei figli dei nostri giorni i padri cercano le radici dei loro errori e le ragioni delle loro sconfitte, Milano, Rizzoli, 1982.
- Contro il padre: storie di figli che si ribellano all'autorità paterna, Milano, Mondadori, 1983.
- La tentazione di credere. Inchiesta sulla fede, Collana Saggi italiani, Milano, Rizzoli, 1987, ISBN 978-88-17-53264-8.
- Il perdono e la memoria. A che prezzo si può dimenticare il male che abbiamo subito, Collana Saggi italiani, Milano, Rizzoli, 1988, ISBN 978-88-17-53265-5.
- Cognate (preparativi per un matrimonio), Collana un libro per una notte, Faiat, 1990.
- Luigi Gonzaga (1568-1591), Milano, Edizioni Paoline, 1991, ISBN 978-88-31-50395-2.
- Maria Teresa. Una donna al potere, Collezione Le Scie, Milano, Mondadori, 1994, ISBN 978-88-043-6789-5.
- Ferré, Collana Il Cammeo, Milano, Longanesi, 1995, ISBN 978-88-30-41329-0.
- Quel che resta di Cristo. Dopo duemila anni, Collana Scaffale eppì, Edizioni Paoline, 1995, ISBN 978-88-31-51069-1.
- Giovanna la Pazza. Una Regina ribelle nella Spagna dell'Inquisizione, Collezione Le Scie, Milano, Mondadori, 1996, ISBN 978-88-04-40883-3.
- Io, Caterina. La vita di una donna, il mistero di una santa, Collezione Le Scie, Miano, Mondadori, 1997, ISBN 97-88-80-442514-4.
- Il Gesù dei laici, Collana Economica, Milano, Edizioni Paoline, 1997, ISBN 978-88-31-51426-2.
- Per amore. Il romanzo di Eloisa: la storia di un amore assoluto raccontata dopo mille anni, Milano, Mondadori, 1998, ISBN 978-88-04-45697-1.
- L'ebrea errante. Donna Grazia Nasi dalla Spagna dell'Inquisizione alla Terra Promessa, Collezione Le Scie, Milano, Mondadori, 2000, ISBN 978-88-04-47809-6. - Milano, Solferino, 2022, ISBN 978-88-282-0963-8.
- Piero della Francesca. Storia e misteri del maestro della luce, Collezione Le Scie, Milano, Mondadori, 2001, ISBN 978-88-04-49506-2.
- La Grancontessa. Vita, avventure e misteri di Matilde di Canossa, Collezione Le Scie, Milano, Mondadori, 2002, ISBN 978-88-04-50690-4.
- Letizia Bonaparte. Vita, potere e tragedia della madre di Napoleone, Collezione Le Scie, Milano, Mondadori, 2003, ISBN 978-88-04-52071-9.
- L'alba che aspettavamo. Vita quotidiana a Milano nei giorni di piazzale Loreto 23-30 aprile 1945, Collezione Le Scie, Milano, Mondadori, 2005, ISBN 978-88-04-53945-2.
- E. Ferri-Gianni Berengo Gardin-Stefano Scansani, Incontri mantovani, a cura di A. Gianolio e M. Peliti, Milano, Peliti Associati, 2005, ISBN 978-88-89-41209-1.
- Il sogno del principe. Vespasiano Gonzaga e l'invenzione di Sabbioneta, Collezione Le Scie, Milano, Mondadori, 2006, ISBN 978-88-04-55864-4.
- Rodolfo II. Un imperatore nella Praga dell'arte, della scienza e dell'alchimia, Collezione Le Scie, Milano, Mondadori, 2007, ISBN 978-88-04-57322-7.
- Uno dei tanti. Orlando Orlandi Posti, ucciso alle Fosse Ardeatine. Una storia mai raccontata, Collezione Le Scie, Milano, Mondadori, 2009, ISBN 978-88-04-58727-9.
- Imperatrix. Elena, Costantino e la Croce, Collezione Le Scie, Milano, Mondadori, 2011, ISBN 978-88-04-60658-1.
- Klimt, le donne, l'arte, gli amori, Collana Asteres, Mantova, Tre Lune, 2012, ISBN 978-88-89-83247-9.
- Il cuoco e i suoi re, Collana Narrativa, Milano, Skira, 2013, ISBN 978-88-57-21986-8.
- Guanti bianchi, Collana Narrativa, Milano, Skira, 2014, ISBN 978-88-57-22521-0.
- La casa di Barbara. La camera degli sposi, Tre Lune, 2015, ISBN 978-88-89-83289-9.
- La casa di Isabella, Tre Lune, 2016, ISBN 978-88-89-83291-2.
- Un gomitolo aggrovigliato è il mio cuore. Vita di Etty Hillesum, Milano, La Nave di Teseo, 2017, ISBN 978-88-93-44186-5.
- La casa di Giulio Romano, Tre Lune Edizione, 2019, ISBN 978-88-319-0406-3.
- Ballata delle donne imperfette, Collana Narrativa, Milano, La Tartaruga, 2019, ISBN 978-88-948-1420-0.
- Il racconto del Cortigiano. Vita e storie di Baldassarre Castiglione, Collana Saggi, Milano, Solferino, 2021, ISBN 978-88-282-0737-5.
- Il bambino di Salisburgo. Mozart, l'interminabile infanzia, Collana Saggi, Milano, Solferino, 2023, ISBN 978-88-282-1136-5.